# Jean Carlos Dondé
Jean Carlos Dondé (* 12. August 1983 in Canoinhas) ist ein brasilianischer Fußballspieler. Er wählte den Spielernamen Jean. 

## Karriere
Dondé besitzt die brasilianische und die italienische Staatsbürgerschaft. In seiner Jugend spielte er für den Club Athletico Paranaense, wo er auch 2003 seine Profilaufbahn begann. In dieser Zeit spielte er achtmal für die brasilianische U-20-Nationalmannschaft. Danach war er ein Jahr für Feyenoord Rotterdam tätig und absolvierte als Leihgabe auch ein Spiel für den  Hamburger SV. Von 2006 bis 2007 bestritt er 9 Spiele für Fluminense Rio de Janeiro und spielte seit 2007 beim griechischen Club Asteras Tripolis, bevor er 2010 als linker Verteidiger wieder für Athletico Paranaense kickt.